# Star Trek: ConQuest Online
Star Trek: ConQuest Online est un jeu vidéo de stratégie au tour par tour développé par Genetic Anomalies et édité par Activision, sorti en 2000 sur Windows.

## Accueil
- GameSpot : 7,9/10[1]